# Constance Smith
Constance Smith (* 22. Januar 1928 in Limerick, Irland; † 30. Juni 2003 in London-Islington, Vereinigtes Königreich) war eine irische Filmschauspielerin und Sängerin.

## Leben und Wirken
Die älteste Tochter eines irischen Berufssoldaten hatte noch zehn weitere Geschwister, die allesamt jünger waren als sie. Bereits 1944 wurde Constance Smith Halbwaise. Da sich ihre Mutter nicht imstande sah, alle Kinder allein aufzuziehen, wurde Constance in den St. Louis Convent geschickt. 1946 ging das kaum volljährige Mädchen nach Dublin und nahm an einem von einem Filmmagazin veranstalteten Schönheitswettbewerb teil, bei dem es primär um die Ähnlichkeit mit dem österreichischen Hollywoodstar Hedy Lamarr ging. Constance Smith gewann diese Veranstaltung. Daraufhin sandte ihre Mutter ein Foto von Constance an ein britisches Filmstudio. Smith wurde zu Probeaufnahmen eingeladen und folgte dem Drängen ihrer Mutter, sich als Filmschauspielerin zu versuchen. In London ließ sie sich künstlerisch ausbilden und spielte anfänglich kleine Rollen in diversen B-Filmen der Gainsborough Pictures wie Zigeunerblut, Toto-Glück und Brighton Rock. Bei einigen ihrer frühen Produktionen trat sie auch als Sängerin auf.
Nachdem sie 1950 ein irisches Hausmädchen in dem hochkarätig besetzten Historienfilm Der Dreckspatz und die Königin gespielt und damit in Hollywood Aufmerksamkeit erlangt hatte, erhielt sie von der 20th Century Fox einen Filmvertrag. Constance Smith wurde in der Folgezeit mit Hauptrollen temperamentvoller Frauen an der Seite etablierter Stars wie Jeffrey Hunter, Richard Widmark und Cornel Wilde bedacht, konnte sich aber nicht wirklich in Hollywood durchsetzen und kehrte nach nur drei Jahren wieder nach London zurück. Eine angeblich vom Filmstudio verlangte Abtreibung, schwache Filmrollen diesseits und jenseits des Atlantiks sowie die erste – von 1951 bis 1955 war der Schauspieler und Regisseur Bryan Forbes ihr Ehemann – von insgesamt drei Ehen ließen sie bald Alkohol und anderen Drogen anheimfallen. Der Versuch, ab 1955 in Italien besseres Rollenmaterial in Abenteuer- oder Historienfilmen zu erhalten, schlug gleichfalls fehl, und so zog sich Constance Smith, die noch 1952 bei der Oscar-Verleihung an der Seite von Sally Forrest und Claire Luce durch den Abend geführt hatte, vollkommen aus der Zelluloidbranche zurück.
Seitdem sorgte sie nur noch für Negativschlagzeilen. Bereits während ihres Aufenthalts in Rom unternahm sie 1958 den ersten Selbsttötungsversuch. 1962 wurde Smith zu drei Monaten Gefängnishaft verurteilt, nachdem sie ihren damaligen Lebensgefährten, den Dokumentarfilmer Paul Rotha, niedergestochen hatte. Am 4. Februar 1968 stach Constance Smith erneut auf Rotha ein und wurde wegen Mordversuchs angeklagt. Dennoch heiratete das Paar 1974. In all diesen Jahren unternahm sie auch weitere Selbstmordversuche, und mehrfach wurde sie in Krankenhäuser eingeliefert. In Momenten völliger Klarheit verdiente sich die ehemalige Schauspielerin ihren Lebensunterhalt als Putzfrau.

## Filmografie
- 1947: Zigeunerblut (Jassy)
- 1947: Brighton Rock
- 1948: Toto-Glück (Easy Money)
- 1948: Sieg und Platz (The Calendar)
- 1949: Geliebte nach Maß (The Perfect Woman)
- 1949: Now Barabbas Was a Robber
- 1949: Die Tingeltangelgräfin (Trottie True)
- 1950: Der Dreckspatz und die Königin (The Mudlark)
- 1950: Verbrechen ohne Schuld (Blackmailed)
- 1951: Geheimdienst schlägt zu (I’ll Get You for This)
- 1951: The 13th Letter
- 1952: Die Feuerspringer von Montana (Red Skies of Montana)
- 1952: Lockruf der Wildnis (Lure of the Wilderness)
- 1952: Im Reiche des goldenen Condor (Treasure of the Golden Condor)
- 1953: Taxi
- 1953: Der unheimliche Untermieter (Man in the Attic)
- 1954: In die Falle gegangen (Impulse)
- 1954: Ein Fall for Johnny Denton (The Big Tip Off)
- 1955: Wiedersehen auf Capri (Un po’ di cielo)
- 1956: Die schwarzen Ritter von Borgoforte (Giovanni dalle bande nera)
- 1958: Addio per sempre!
- 1959: La congiura die Borgia
- 1959: Il cavaliere senza terra